# Henri Murger
Henri Murger, též Henry Murger, vlastním jménem Louis-Henri Murger (27. března 1822, Paříž – 28. ledna 1861, Paříž) byl francouzský spisovatel, dramatik a básník.

## Život a pařížská bohéma

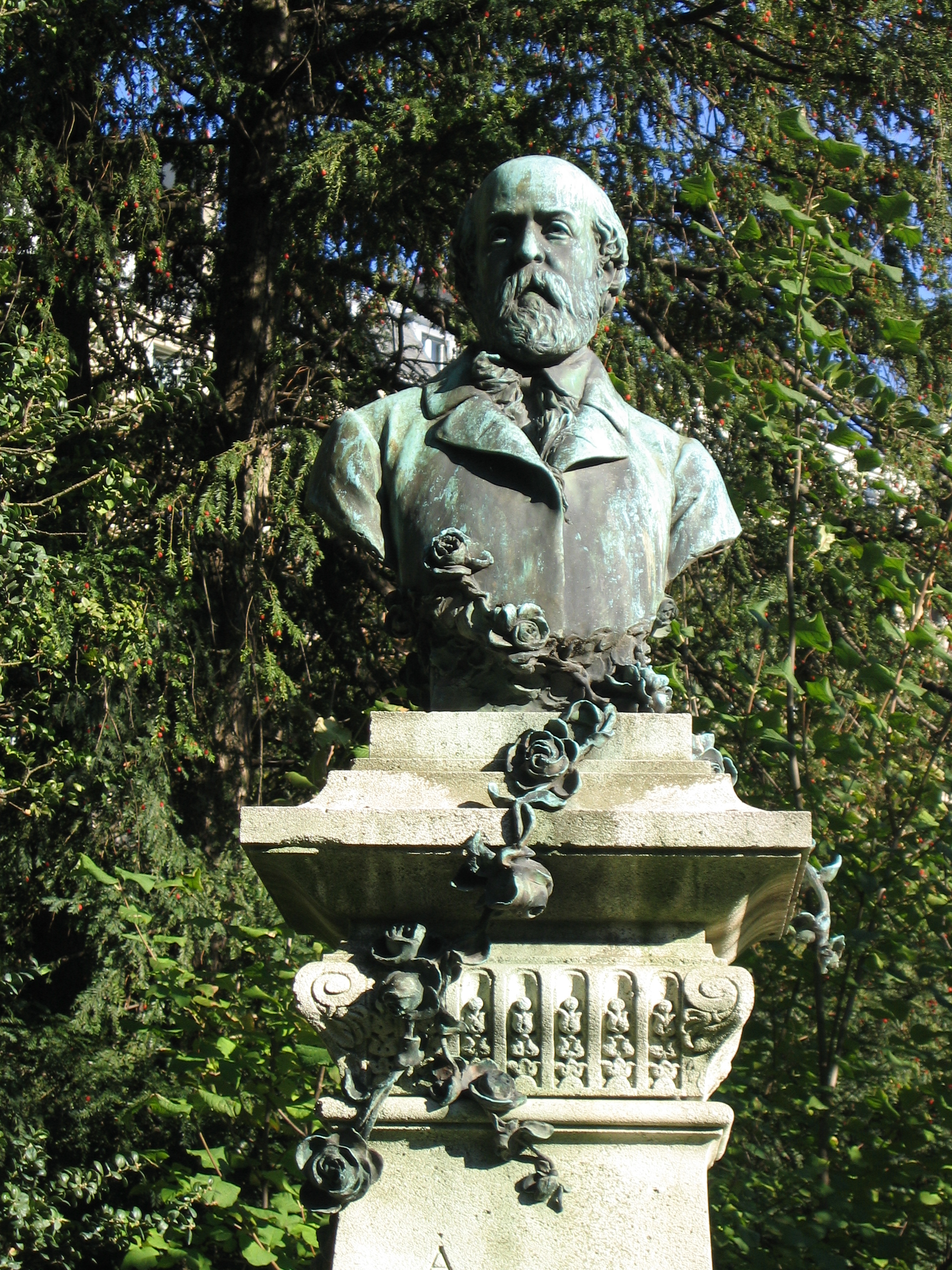
Busta v Lucemburské zahradě v Paříži

Narodil se v rodině krejčího a dělnice. Většinu života prožil v chudobě v pařížské Latinské čtvrti mezi intelektuály, jako byli bratři Goncourtové nebo fotograf Nadar a v nevěstincích. Život nemajetných bohémů a cikánů byl rovněž námětem většiny jeho prací, zejména nejslavnějšího a na dlouho kultovního díla Ze života pařížské bohémy (Scènes de la vie de bohème), jehož části byly publikovány postupně v letech 1845–1849 a celek dostal finální podobu roku 1851. Tento román či povídkový cyklus se stal podkladem řady dalších uměleckých děl, zejména opery Bohéma Giacoma Pucciniho a stejnojmenné opery Leoncavallovy. Aki Kaurismäki podle knihy natočil v roce 1992 film Bohémský život. Zemřel v nemocnici zvané Maison Dubois v 10. pařížském obvodu.
Ohlas jeho díla dosvědčuje bronzová busta, umístěná mezi pomníky nejoblíbenějších pařížských tvůrců v Lucemburské zahradě.

## Český ohlas
- Kapucínův román (1902), přeložil Karel Titz
- Horácova přísaha (1902) přeložila Olga Fastrová
- Ze života pařížské bohémy
- Notářova přísaha